# 1979年のバレーボール
1979年のバレーボール（1979ねんのバレーボール）では、1979年（昭和54年）のバレーボール関連の出来事をまとめる。

## できごと
- 第1回コッパ・イタリアが開催。
- イスクラ・オジンツォボが創設。
- 東北パイオニアバレーボール部（現・パイオニアレッドウィングス）が創部。
- 富士通バレーボール部が創部。
- 岐阜農業協同組合バレーボールチーム（現・JAぎふリオレーナ）が創設。
- オランダ・ハールレムにて、国際身体障害者スポーツ機構（ISOD）による、シッティングバレーボールの初の公式の国際トーナメントが開催。
- 1月5日 - スポ根ドラマ『燃えろアタック』が放送開始。

## 国際大会
- 欧州選手権
  - 男子
    - 金メダル： ソビエト連邦
    - 銀メダル： ポーランド
    - 銅メダル： ユーゴスラビア

  - 女子
    - 金メダル： ソビエト連邦
    - 銀メダル： 東ドイツ
    - 銅メダル： ブルガリア

- アジア選手権
  - 男子
    - 金メダル： 中国
    - 銀メダル： 韓国
    - 銅メダル： 日本

  - 女子
    - 金メダル： 中国
    - 銀メダル： 日本
    - 銅メダル： 韓国

## 国内大会

### 日本
- 第12回日本リーグ
  - 男子
    - 1位：新日本製鉄（10勝）
    - 2位：専売広島（7勝3敗）
    - 3位：富士フイルム（6勝4敗）
    - MVP：田中幹保

  - 女子
    - 1位：カネボウ（8勝2敗）
    - 2位：日立（7勝3敗）
    - 3位：ユニチカ（6勝4敗）
    - MVP：清水睦子

- 全日本総合選手権
  - 男子6人制
    - 決勝：新日鉄 3-0 日本鋼管

  - 女子6人制
    - 決勝：日立 3-1 カネボウ

  - 男子9人制
    - 決勝：岐阜教員 2-1 専売九州

  - 女子9人制
    - 決勝：葵クラブ 2-1 宮崎マツダ

- 第28回全日本都市対抗
  - 男子
    - 1位：サントリー
    - 2位：日本鋼管
    - 3位：上海市排球団、新日鉄

  - 女子
    - 1位：日立
    - 2位：カネボウ
    - 3位：ユニチカ、東洋紡守口

## 誕生
1月
- 1月6日 - ダニエレ・デジデリオ
- 1月6日 - モレーノ・ピーノ・ケニー
- 1月6日 - 宝来眞紀子
- 1月6日 - 山本太二
- 1月10日 - フランチェスカ・ピッチニーニ
- 1月16日 - ジャコモ・シンティーニ

2月
- 2月3日 - ベスナ・ツィタコビッチ
- 2月6日 - ナタリヤ・サフローノワ
- 2月24日 - アレクセイ・クレショフ

3月
- 3月4日 - アンドレ・ナシメント
- 3月23日 - タイーバ・ハニーフ
- 3月29日 - 宇佐美大輔

4月
- 4月8日 - 飯田香理（現: 田原香理）
- 4月10日 - 田辺修
- 4月17日 - 大沼綾子
- 4月17日 - ロドリゴ・サンタナ
- 4月23日 - パーベル・アブラーモフ
- 4月23日 - 周蘇紅

5月
- 5月5日 - エンダキ・エムブレイ
- 5月12日 - 大庭健裕
- 5月21日 - 奥谷信彦

6月
- 6月11日 - 高橋めぐみ
- 6月12日 - 越谷章
- 6月24日 - 小西健太

7月
- 7月24日 - リーカ・レトネン
- 7月26日 - 佐野優子

8月
- 8月29日 - 岡野知子
- 8月30日 - 久保尚志

9月
- 9月3日 - 村上龍介
- 9月12日 - 福田誉
- 9月13日 - イヴァン・ミリュコビッチ
- 9月27日 - 岸本一馬

10月
- 10月1日 - バレウスカ・オリベイラ
- 10月19日 - 杉山祥子

11月
- 11月9日 - 前村直樹
- 11月16日 - 川井梅香
- 11月17日 - 横手直子
- 11月18日 - 大角竜敏

12月
- 12月2日 - アンジェリーナ・グリューン
- 12月6日 - 畑信也
- 12月14日 - 篠田歩
- 12月22日 - エレオノーラ・ロビアンコ
- 12月26日 - 長尾浩志